# Kurt Metger
Kurt Metger (* 20. Oktober 1880 in Flensburg als Conrad Heinrich Metger; † 14. März 1953 in Berlin) war ein deutscher Journalist, der während der nationalsozialistischen Herrschaft die Sonderredaktion des Deutschen Nachrichtenbüros, welche Provinzzeitungen mit Nachrichten belieferte, leitete.

## Leben
Metger war der Sohn des langjährigen nationalliberalen preußischen Landtagsabgeordneten und Professors Conrad Hermann Metger und dessen Ehefrau Asminde Marie Elise geb. Mörck.
Er studierte Rechtswissenschaft an den Universitäten Tübingen, Kiel und Leipzig. Während seines Studiums wurde er im Sommersemester 1899 Mitglied der Tübinger Burschenschaft Derendingia. Im Jahre 1910 wurde er zum Doktor des Rechts promoviert.
Er wurde Mitglied und Funktionär der Nationalliberalen Partei und war aktiv an der Gründung der Deutschen Volkspartei (DVP) beteiligt. Diese Partei sicherte sich seine Mitarbeit über den Rahmen seiner journalistischen Betätigung hinaus durch Berufung in ihren Zentralvorstand.
Seine journalistische Arbeit führte ihn nach 1933 in das quasi-staatliche, vom Reichsministerium für Volksaufklärung und Propaganda kontrollierte Monopolunternehmen Deutsches Nachrichtenbüro und damit in eine Schlüsselposition der nationalsozialistischen Presse- und Informationspolitik. Entsprechend war Metger nach dem Zusammenbruch des Regimes politisch belastet. Am 30. Dezember 1947 wurde er von der Vernehmungsabteilung des Office of the Chief of Counsel for War Crimes (OCCWC) verhört.

## Journalistischer Werdegang
Er begann seine journalistischen Laufbahn bei der nationalliberalen Nationalzeitung. Als diese 1908 an Victor Hahn verkauft und erheblich verändert wurde, wechselte Metger als Berliner Vertreter zurMagdeburgischen Zeitung und später eine Reihe von Jahren der Leipziger Neuesten Nachrichten. Für das Leipziger Blatt berichtete Metger von der Weimarer Nationalversammlung. Im Herbst 1920 schied Metger aus der Redaktion der LNN aus.
1920 wurde er politischer Redakteur im Verlag von Rudolf Dammert, in dem zahlreiche Manuskriptdienste für Tages- und Wochenzeitungen erschienen. 1921 wurde die Agentur an die Patria Literarischer Verlag GmbH verkauft und kam damit zum Hugenberg-Konzern. Sie wurde in den Unternehmensbereich der Nachrichtenagentur Telegraphen-Union eingegliedert, aber als separate Redaktion mit eigenem Kundenkreis fortgeführt. Während das Kerngeschäft der TU Nachrichten waren, ergänzten Metger und seine Mitarbeiter durch Leitartikel, parteiliche und parlamentarische Stimmungs- und Hintergrundberichte.
Metger wurde schrittweise zum Chefredakteur der wichtigsten Korrespondenzen der TU. Er verantwortete zugleich als Chefredakteur die politische Korrespondenz Metger Sonderdienst und die Dammert-Korrespondenz Berliner Dienst in der Version „A“ für DVP-nahe Zeitungskunden. Zu den weiteren Dienstleistungen gehörte die Sammelvertretung von Provinzzeitungen in der Reichshauptstadt. Metger war auf diese Weise Berliner Chefkorrespondent u. a. von Rhein- und Ruhzeitung (Duisburg), Gelsenkirchener Allgemeine Zeitung, Gothaisches Tageblatt, Badische Presse (Karlsruhe), Bergische Zeitung (Solingen) (Stand 1928).
Mit dem vom Reichsministerium für Volksaufklärung und Propaganda 1934 erzwungenen Zusammenschluss der beiden rivalisierenden Nachrichtenagenturen TU und Wolffs Telegraphisches Bureau (WTB) zum Deutschen Nachrichtenbüro (DNB) änderten sich die Unternehmensstrukturen. Die Dammert-Dienste rückten nun formal zur früheren Hugenberg-Tochter Patria Literarischer Verlag GmbH und dieser unter das Dach des DNB. Das DNB wurde neuer Herausgeber des Metger-Sonderdienstes, der später als DNB-Sonderdienst zu den Zeitungskunden kam.
Er ist bis 1944 im Handbuch der deutschen Tagespresse nachweisbar. Er ist lückenhaft im Bundesarchiv Koblenz archiviert (Sammlung Gottfried Traub, ZSg 110).
Metger und seine Mitarbeiter waren fast täglich bei der RMVP-Reichspressekonferenz dabei. Ihre Berichte umfassten mehr als nur die offiziellen Mitschriften, sondern ergänzten die Gesprächsprotokolle um offiziöse Materialien, die anderen Journalisten weniger leicht zugänglich waren. Darum beurteilen Medienhistoriker den Dienst, der ähnlich wie die NSDAP-Reichspropagandaämter streng vertrauliche Informationen in Briefform übermittelte, als historische Quelle für die Zeit nach 1933 als sehr wertvoll.

## Funktionen in Verbänden
Er war eine Reihe von Jahren Vorstandsmitglied im Bezirksverband Berlin des Reichsverbandes der Deutschen Presse. In führender Position war er auch in der RDP-Reichsleitung und in der mit dem RDP verbundenen, tarifpolitisch–gewerkschaftlich tätigen Reichsarbeitsgemeinschaft der Deutschen Presse (RAG).
Metger war schnell bereit, sich mit dem Regime zu arrangieren, aber anfangs zeigte er Courage. Auf der RDP-Verbandtagung am 30. April 1933 meldete sich Metger als Berliner Delegierter zu Wort und gab gemeinsam mit Walter Thum und Emil Dovifat eine Erklärung ab, die sich vorsichtig gegen den Vorstoß des NSDAP-Pressechefs und neuen RDP-Vorsitzenden Otto Dietrich wandte, sofort „Juden und Marxisten“ auszuschließen: Die drei lehnten den „Arierantrag“ ab und verwandten sich für die diskreditierten Kollegen. Bei der Abstimmung wurden sie von nur zehn der 108 Delegierten unterstützt.
Von 1923 bis 1926 war er 1. Vorsitzender, danach stellvertretender Vorsitzender des Vereins Berliner Presse – der u. a. Presseball, Winter- und Sommerfeste veranstaltete – und gehörte bis 1930 zu dessen engerem Präsidium.